# Lycianthes yunnanensis
Lycianthes yunnanensis är en potatisväxtart som först beskrevs av Friedrich August Georg Bitter, och fick sitt nu gällande namn av Cheng Yih Wu och S. C. Huang. Lycianthes yunnanensis ingår i Himmelsögonsläktet som ingår i familjen potatisväxter. Inga underarter finns listade i Catalogue of Life.